# Hugo Hasslo
Fritz Hugo Hasslo, född 16 maj 1911 i Lyse socken i Bohuslän, död 20 januari 1994 i Stockholm, var en svensk operasångare (baryton).

## Biografi
Hasslo studerade sång för Haldis Ingebjart och Joseph Hislop och debuterade efter studierna på Kungliga Teatern som Guglielmo i Così fan tutte 1940. Han var engagerad där fram till pensioneringen 1964.
Kungliga Operan i Stockholm upplevde en storhetstid under mitten av 1900-talet, och sågs som ett av Europas ledande operahus, delvis tack vare att många av Sveriges stora sångare stannade på hemmaplan. Hasslo var en av dem, och besatt en vacker tenor-baryton. Till rollerna hörde Figaro, Papageno, Rigoletto, Macbeth och Marcel i La Bohème. Han gjorde även försök i tenorfacket, bland annat som Cavaradossi i Tosca. Hasslo gästspelade också på statsoperan i Hamburg.
Efter att ha avslutat sin aktiva sångarkarriär på 60-talet blev han en uppskattad sånglärare. Bland hans framgångsrika elever kan nämnas Björn Asker och Marcus Jupither.
Han kallades mjölktenoren i sin hemort eftersom han började sin karriär med att köra ut mjölk i grannskapet[källa behövs].
Han var gift med solodansösen Mafalda Figoni.

## Roller på operascenen
- Rigoletto i Rigoletto, Giuseppe Verdi
- Macbeth i Macbeth, Giuseppe Verdi
- Figaro i Figaros bröllop, Wolfgang Amadeus Mozart
- Papageno i Trollflöjten, Wolfgang Amadeus Mozart
- Marcel i La Bohème, Giacomo Puccini
- Tonio i Pajazzo, Ruggiero Leoncavallo
- Greve Luna i Trubaduren, Giuseppe Verdi

## Filmografi
- 1946 – Driver dagg faller regn
- 1946 – Kristin kommenderar
- 1982 – Fanny och Alexander